# Transrapid 04
Der Transrapid 04 ist ein elektromagnetisch schwebendes Versuchsfahrzeug der Transrapid-Baureihe nach dem Kurzstator-Prinzip. Er wurde im Januar 1974 als Nachfolger des Transrapid 02 (der Transrapid 03 basierte auf einem nicht weiter verfolgten Luftkissen-Konzept) erbaut, um höhere Geschwindigkeiten und die Zweibalken-Fahrbahn zu erproben.
Im Gegensatz zu seinem Vorgänger hätte die Fahrbahn zwei Aluminium-Reaktionsschienen besessen, die an der Seite angebracht waren. Dadurch ließe sich der Reaktionsschub verdoppeln sowie eine flachere Bauform realisieren. Die alte Fahrbahnbauform des Transrapid 02 (umgedrehte T-Form) besaß nur eine einzelne Reaktionsschiene in der Mitte. Aus Kostengründen wurde am Transrapid 04 jedoch nur auf der linken Seite ein Linearmotor realisiert; demzufolge auch nur am linken Fahrbahnbalken eine horizontale Reaktionsschiene aus Aluminium angebracht. 
Eingesetzt wurde das Fahrzeug auf einer inzwischen rückgebauten Magnetschwebebahn-Teststrecke in München-Allach, die 2400 m lang war und in einer leichten S-Form vom Werksgelände von Krauss-Maffei bis zum Bahnhof München-Ludwigsfeld verlief. 1977 erreichte es hier eine Rekordgeschwindigkeit von 253,2 km/h. Der Transrapid 04 ist das letzte Fahrzeug der Transrapid-Baureihe in Kurzstatorbauweise. Sein Nachfolger wurde der Transrapid 05. Heute ist der Transrapid 04 im Technik-Museum Speyer ausgestellt.

## Trivia
Das Fahrzeug war in der Derrick-Folge Das Kuckucksei (Erstausstrahlung 12. Juni 1977) in Aktion zu sehen.